# Sint-Theresiakerk (Pont-de-Briques)

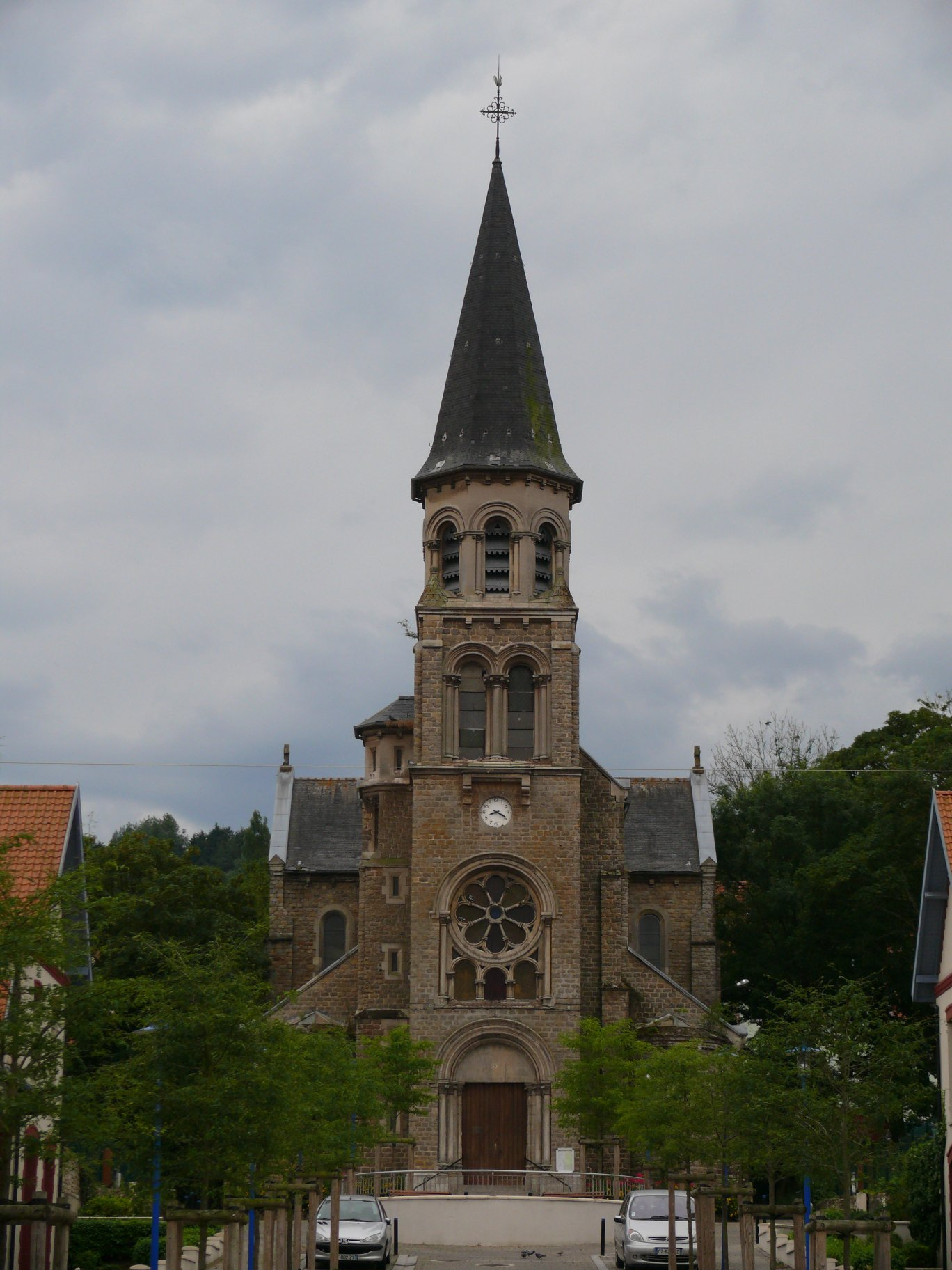
Sint-Theresiakerk

De Sint-Theresiakerk (Église Sainte-Thérèse) is een rooms-katholiek kerkgebouw in de tot het departement Pas-de-Calais behorende plaats Saint-Étienne-au-Mont, en wel in Pont-de-Briques.

## Geschiedenis
In de Napoleontische tijd werd al voorgesteld om, gezien het verblijf van Napoleon Bonaparte in het Kasteel van Pont-de-Briques, een imperiale kerk te bouwen gewijd aan Saint-Napoléon om aldus de herinnering aan het verblijf van deze héros restaurateur de la région et de la monarchie française levendig te houden.
Een kerk kwam er wel, maar veel later. Hij werd gebouwd van 1893-1895 naar ontwerp van Godefroy. Deze kerk lag in het dal van Audisque en in 1919 werd hij verheven tot parochiekerk, die afgesplitst werd van die van Saint-Étienne-au-Mont. De nederzetting in het dal was in die tijd aangegroeid.
De kerk was eigenlijk nog niet voltooid. Een transept en een koor zouden nog gebouwd worden, en dit werk werd in 1927 voltooid. Het geheel werd in neoromaanse stijl uitgevoerd. Veel van het meubilair werd uitgevoerd in art-decostijl. In 1935 kwam een groot fresco gereed, gewijd aan het leven van Sint-Theresia van Avilla.